# Melanie Lynskey
Melanie Jayne Lynskey (ur. 16 maja 1977 w New Plymouth) – nowozelandzka aktorka.

## Życiorys
Lynskey urodziła się w New Plymouth w Nowej Zelandii. Swoją karierę zaczęła w wieku 15 lat – jej pierwszą rolą była rola Pauline Parker w filmie Petera Jacksona Niebiańskie stworzenia. Zagrała tam u boku Kate Winslet. Pomimo dobrej reakcji ze strony krytyków nie otrzymywała tylu propozycji co ona. Zachęcona postępami koleżanki z planu postanowiła spróbować swych sił w Stanach Zjednoczonych. Pojechała do Los Angeles, w którym spędziła 3 miesiące, podczas których większość przesłuchań zakończyła się niepowodzeniem. Wróciła do Nowej Zelandii i zajęła się studiami, by zapomnieć o klęsce marzeń o aktorstwie.
Do aktorstwa wróciła w 1997, gdyż reżyser Mark Tapio Kines osobiście zaoferował jej główną rolę w Foreign Correspondents. Kinesowi bardzo zależało na tym, by to właśnie ona zagrała w jego filmie – w tym celu szukał o niej wiadomości po zniknięciu w 1995. Podczas kręcenia filmu zdobyła rolę w Długo i szczęśliwie, gdzie zagrała u boku Drew Barrymore i Anjeliki Huston. Ten film zagwarantował jej powrót do świata filmu i zakończył konieczność brania udziału w przesłuchaniach. Ofert nie brakowało. Wystąpiła w wielokrotnie nagradzanym serialu Dwóch i pół oraz w nominowanym do Oscara filmie Clinta Eastwooda Sztandar chwały. W 2009 wystąpiła w produkcjach: Intrygant Stevena Soderbergha u boku Matta Damona i Co w trawce piszczy? u boku Edwarda Nortona.

## Życie prywatne
14 kwietnia 2007 wyszła za mąż za amerykańskiego aktora Jimmiego Simpsona. W 2014 małżonkowie się rozwiedli.
Lynskey jest wegetarianką i obrończynią praw zwierząt.

## Filmografia
| Rola | Tytuł                                           | Tytuł oryginalny                                | Rola                  |
| ---- | ----------------------------------------------- | ----------------------------------------------- | --------------------- |
| 2018 | Castle Rock                                     | Castle Rock                                     | Molly Strand          |
| 2017 | Wtedy im pokażę                                 | And Then I Go                                   | Janice                |
| 2016 | Folk Hero & Funny Guy                           | Folk Hero & Funny Guy                           | Becky                 |
| 2016 | The Intervention                                | The Intervention                                | Annie                 |
| 2016 | Life at These Speeds                            | Life at These Speeds                            | Trenerka Rowan        |
| 2016 | Little Boxes                                    | Little Boxes                                    | Gina                  |
| 2016 | Rainbow Time                                    | Rainbow Time                                    | Lindsay               |
| 2015 | Killing Frank                                   | Killing Frank                                   | Martha                |
| 2015 | Bliskość                                        | Togetherness (serial TV 2015 - 2016)            | Michelle Pierson      |
| 2015 | Nie igraj z ogniem                              | Digging for Fire                                | Squiggy               |
| 2014 | Było, minęło                                    | Goodbye to All That                             | Annie                 |
| 2014 | Chu and Blossom                                 | Chu and Blossom                                 | Panna Shoemaker       |
| 2014 | They Came Together                              | They Came Together                              | Brenda                |
| 2014 | Szczęśliwe święta                               | Happy Christmas                                 | Kelly                 |
| 2014 | Nie dla nas Paryż                               | We'll Never Have Paris                          | Devon                 |
| 2013 | Four Saints                                     | Four Saints                                     | Mairi Chrisholm       |
| 2013 | Teddy Bears                                     | Teddy Bears                                     | Hannah                |
| 2012 | Eye of the Hurricane                            | Eye of the Hurricane                            | Amelia Kyte           |
| 2012 | Charlie                                         | The Perks of Being a Wallflower                 | Ciotka Helen          |
| 2012 | Przyjaciel do końca świata                      | Seeking a Friend for the End of the World       | Karen                 |
| 2012 | Putzel                                          | Putzel                                          | Sally                 |
| 2012 | Witaj, muszę lecieć                             | Hello I Must Be Going                           | Amy Minsky            |
| 2011 | Gra życia                                       | Touchback                                       | Macy                  |
| 2011 | Wszyscy wygrywają                               | Win Win                                         | Cindy Timmons         |
| 2010 | Helena from the Wedding                         | Helena from the Wedding                         | Alice                 |
| 2009 | Intrygant                                       | The Informant!                                  | Ginger Whitacre       |
| 2009 | W chmurach                                      | Up in the Air                                   | Julie Bingham         |
| 2009 | Para na życie                                   | Away We Go                                      | Munch Garnett         |
| 2009 | Co w trawce piszczy?                            | Leaves of Grass                                 | Colleen               |
| 2008 | Czas Komanczów                                  | Comanche Moon (miniserial 2008 - )              | Pearl Coleman         |
| 2008 | Show of Hands                                   | Show of Hands                                   | Jess                  |
| 2007 | Drive (miniserial 2007 - )                      | Drive                                           | Wendy Patrakas        |
| 2006 | W parku                                         | Park                                            | Sheryl                |
| 2006 | Sztandar chwały                                 | Flags of Our Fathers                            | Pauline Harnois       |
| 2005 | Heart of Gold                                   | Heart of Gold                                   | Jennifer              |
| 2005 | Przyszywany wujek                               | Say Uncle                                       | Susan                 |
| 2004 | The Nearly Unadventurous Life of Zoe Cadwaulder | The Nearly Unadventurous Life of Zoe Cadwaulder | Zoe Cadwaulder        |
| 2004 | Słowo na L                                      | The L Word (serial TV 2004 - 2009)              | Clea Mason            |
| 2003 | Pierwsza strona                                 | Shattered Glass                                 | Amy Brand             |
| 2003 | Dwóch i pół                                     | Two and a Half Men (serial TV 2003 - 2015)      | Rose                  |
| 2003 | Claustrophobia                                  | Claustrophobia                                  | Lauren                |
| 2002 | Czerwona Róża                                   | Rose Red (miniserial 2002 - )                   | Rachel Weaton         |
| 2002 | Porzucona                                       | Abandon                                         | Mousy Julie           |
| 2002 | Dziewczyna z Alabamy                            | Sweet Home Alabama                              | Lurlynn               |
| 2002 | Ostatni raz                                     | Shooters                                        | Marie                 |
| 2001 | Zmienić skórę                                   | Snakeskin                                       | Alice                 |
| 2000 | Wygrane marzenia                                | Coyote Ugly                                     | Gloria                |
| 1999 | Detroit Rock City                               | Detroit Rock City                               | Beth Bumsteen         |
| 1999 | Cheerleaderka                                   | But I'm a Cheerleader                           | Hilary Vandermuller   |
| 1999 | The Cherry Orchard                              | The Cherry Orchard                              | Dunyasza              |
| 1999 | Foreign Correspondents                          | Foreign Correspondents                          | Melody                |
| 1999 | Measureless to Man                              | Measureless to Man                              |                       |
| 1998 | Długo i szczęśliwie                             | EverAfter                                       | Jacqueline De Ghent   |
| 1996 | Przerażacze                                     | The Frighteners                                 | Zastępczyni           |
| 1994 | Niebiańskie stworzenia                          | Heavenly Creatures                              | Pauline Ivonne Rieper |

Źródło